# Microsoft Office Backstage
Microsoft Office Backstage — представление от компании Microsoft, задействованное в семействе Microsoft Office. Выполняет навигационную и координирующую функции. Отображается при нажатии кнопки «Файл».

## Особенности и идея
Главный аспект и особенность Microsoft Office Backstage — идея «внутренних» и «внешних» инструментов (IN and OUT features). Внешние инструменты — те, которые позволяют пользователю как-либо использовать уже созданный/отредактированный им файл: сохранить, распечатать и тд. Всеми ними и управляет Microsoft Office Backstage, никоим образом не затрагивая редактирование самого файла(реализованное через «ленту»).

## Появление
Microsoft Office Backstage появляется в Microsoft Office 2010.

## Функции
- Подготовка к общему доступу — инспектирование файла на предмет несовместимостей с предыдущими версиями, наличия фрагментов, которые вызовут затруднения у людей с ограниченными возможностями.
- Версии — управление версиями текущей книги, возможность восстанавливать несохранённые версии книги;
- Разрешения — установление пароля, шифрование страницы или всей книги.
- Связанные документы — возможность добавлять список связанных документов.

### На английском языке
Microsoft Office Backstage (Part 1 — Backstory)

### На русском языке
Знакомство с представлением Backstage